# Sune Rusck
Bror Sune Rusck, född 1 juni 1922 i Valdemarsviks församling, död 1 januari 1990, var en svensk ingenjör. 
Rusck, som var son till kontorschef Oscar Johansson och Ingrid Lewander, utexaminerades från Kungliga Tekniska högskolan 1947 och blev teknologie doktor 1958 på avhandlingen Induced lightning over-voltages on power-transmission lines with special reference to the over-voltage protection of low-voltage networks. Han var ingenjör vid Vattenfallsstyrelsen 1947–1952, men var tjänstledig 1950–1951, då han tjänstgjorde vid FN:s ekonomiska kommission för Europa (ECE) i Genève. Han var därefter direktörsassistent i Norrbottens kraftverk 1952–1955, chef på Aseas utredningskontor i Västerås 1955–1963 och professor i elektrisk anläggningsteknik vid Kungliga Tekniska högskolan från 1963.